# Meco
Meco és un municipi de la Comunitat de Madrid. Limita al sud amb Alcalá de Henares, a l'oest amb Camarma de Esteruelas, a l'est amb Azuqueca de Henares i Villanueva de la Torre, de Guadalajara,

## Evolució demogràfica
| Variació demogràfica del municipi entre 1991 i 2005 | Variació demogràfica del municipi entre 1991 i 2005 | Variació demogràfica del municipi entre 1991 i 2005 | Variació demogràfica del municipi entre 1991 i 2005 | Variació demogràfica del municipi entre 1991 i 2005 |
| --------------------------------------------------- | --------------------------------------------------- | --------------------------------------------------- | --------------------------------------------------- | --------------------------------------------------- |
| 2005                                                | 2004                                                | 2001                                                | 1996                                                | 1991                                                |
| 10.774                                              | 9.986                                               | 8.267                                               | 4.142                                               | 2.928                                               |

## Història
Hi ha restes arqueològiques de l'edat del ferro i d'una necròpoli romana. A l'origen va poder ser una finca agrícola romana dedicada al cultiu del blat, i en època musulmana un assentament per a emmagatzematge de blat. Després de la reconquesta de la Marca Mitjana per Alfons VI de Castella en la penúltima dècada del segle xi va passar a formar part del Comuna de Vila i Terra de Guadalajara. El 18 d'agost de 1430 el rei Joan II de Castella donà la vila al Marquès de Santillana, Iñigo López de Mendoza, heretant-la més tard el seu segon fill, Íñigo López de Mendoza y Figueroa, Comte de Tendilla. El fill d'aquest, també del mateix nom, afegirà al mayorazgo el títol de marquesat de Móndejar després de comprar aquesta vila als Reis Catòlics. En l'any 1801, Alcalá de Henares se separa de la intendència de Toledo i es converteix al capdavant del partit administratiu, quedant Meco separat també de Guadalajara i passant a formar part del partit d'Alcalá de Henares.